# Александрюк, Пётр Ильич
Пётр Ильич Александрюк — советский хозяйственный, государственный и политический деятель.

## Биография
Родился в 1904 году. Член ВКП(б) с 1927 года.
С 1938 года — на хозяйственной, общественной и политической работе. В 1938—1955 гг. — 1-й секретарь Сальского районного комитета ВКП(б), 3-й секретарь Ростовского областного комитета ВКП(б), 2-й секретарь Ростовского областного комитета ВКП(б), 1-й секретарь Ростовского областного комитета ВКП(б), 2-й секретарь Рязанского областного комитета ВКП(б), инструктор Отдела партийных, профсоюзных и комсомольских органов ЦК ВКП(б), заместитель председателя Правления Центрального Союза потребительских обществ СССР по кадрам, ректор Высшей кооперативной школы, директор Высшего педагогического института Центрального Союза потребительских обществ СССР.
Избирался депутатом Совета Союза Верховного Совета СССР 2-го созыва от Ростовской области.
Умер в 1967 году. Похоронен на Раёвском кладбище г. Москва.